# Jinja
Jinja az ötödik legnagyobb város Ugandában. A második legfontosabb kereskedelmi központ az országban a főváros, Kampala után. A települést 1907-ben alapították.

## Neve
A Jinja szó eredetileg a lugandai nyelvből származik, amit két népcsoport, a bagandaiak és a basogaiak használtak. Ők a Fehér-Nílus két partján és azok környékén éltek. A lugandai nyelvben a szó jelentése "kő". A Fehér-Nílus a Viktória-tóból ered. Jinja megyében elég zuhatagos, sok vízesés található. Ezért a helyet a "nagy kövek területe" kifejezéssel illették. Ez a kifejezés lugandai nyelven ejjinja, ezért az éppen akkor frissen alapult városkának az angolok a Jinja nevet adták.

## Történelem

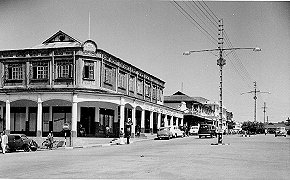
A város fő utcája az 1950-es években.

1907 előtt a város egy halászfalu volt, amely fontos, nagy kereskedelmi úton feküdt. A kereskedők gyakran pihentek meg az ottani szálláshelyeken.
A gyapotszedés, a cukornád aratása és a vasúti elérhetőség miatt a város területe, hírneve és 
népessége robbanásszerűen megnövekedett.
1906-ra a fő utca kész lett és számtalan indiai kereskedő települt a városba. Ők római katolikusok angolul beszélő emberek voltak.
A települést 1907-ben alapították az angolok, mint a Busoga nevű régió központja. Ez körülbelül akkor történt, amikor a Viktória-tó közlekedési fontossága virágzott, az ugandai vasút Kenyával való összeköttetése miatt.

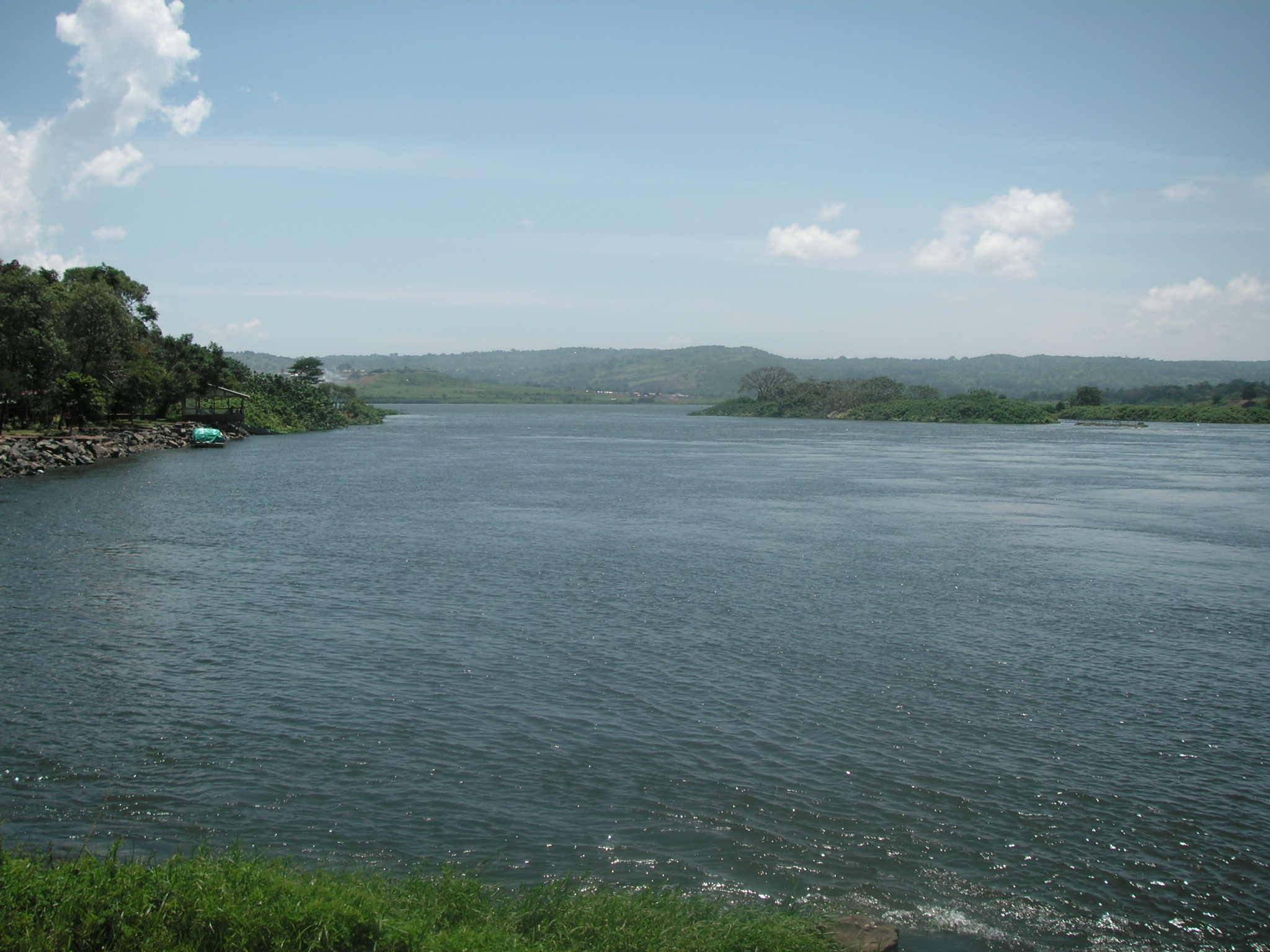
A Fehér-Nílus.

1928-ban egy közepes nagyságú burnót gyár épült, ezzel csökkentve a munkanélküliséget. Ez az üzem még ma is működik.

## Földrajz

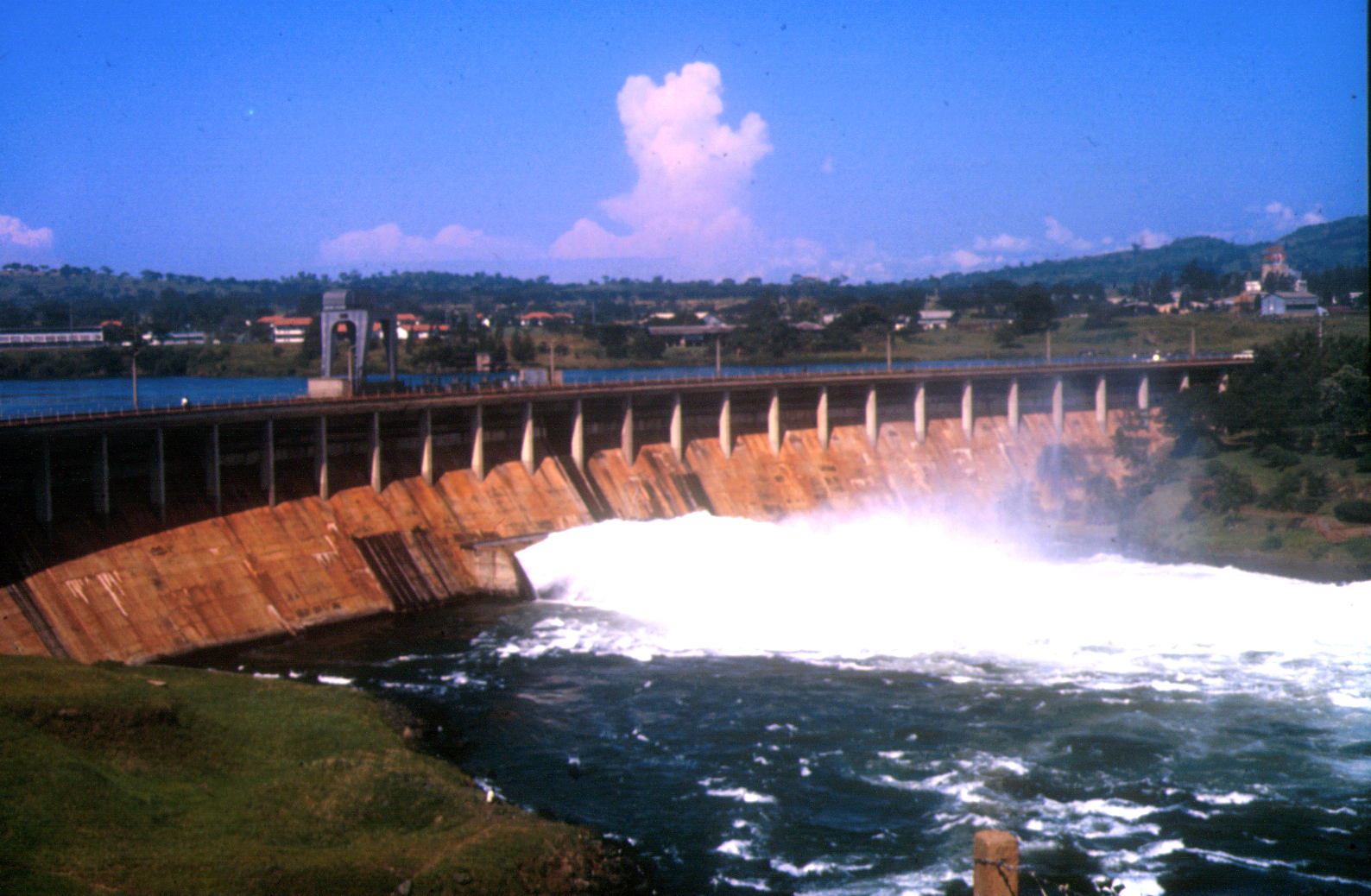
Az Owen Falls vizierőmű 1971-ben

A település Uganda délkeleti részén fekszik, körülbelül 87 kilométerre, keletre Kampalától. A Viktória-tó északi partján helyezkedik el, nem messze a Fehér-Nílus forrásától. A közelben lévő Owen Falls Dam nevű vízerőmű szabályozza a folyó irányát és elektromos áramot is termel a városnak. Jinjának van a legnagyobb agglomerációs területe Jinja megyében és a Busogai Királyság fővárosaként tartják számon.

## Közlekedés

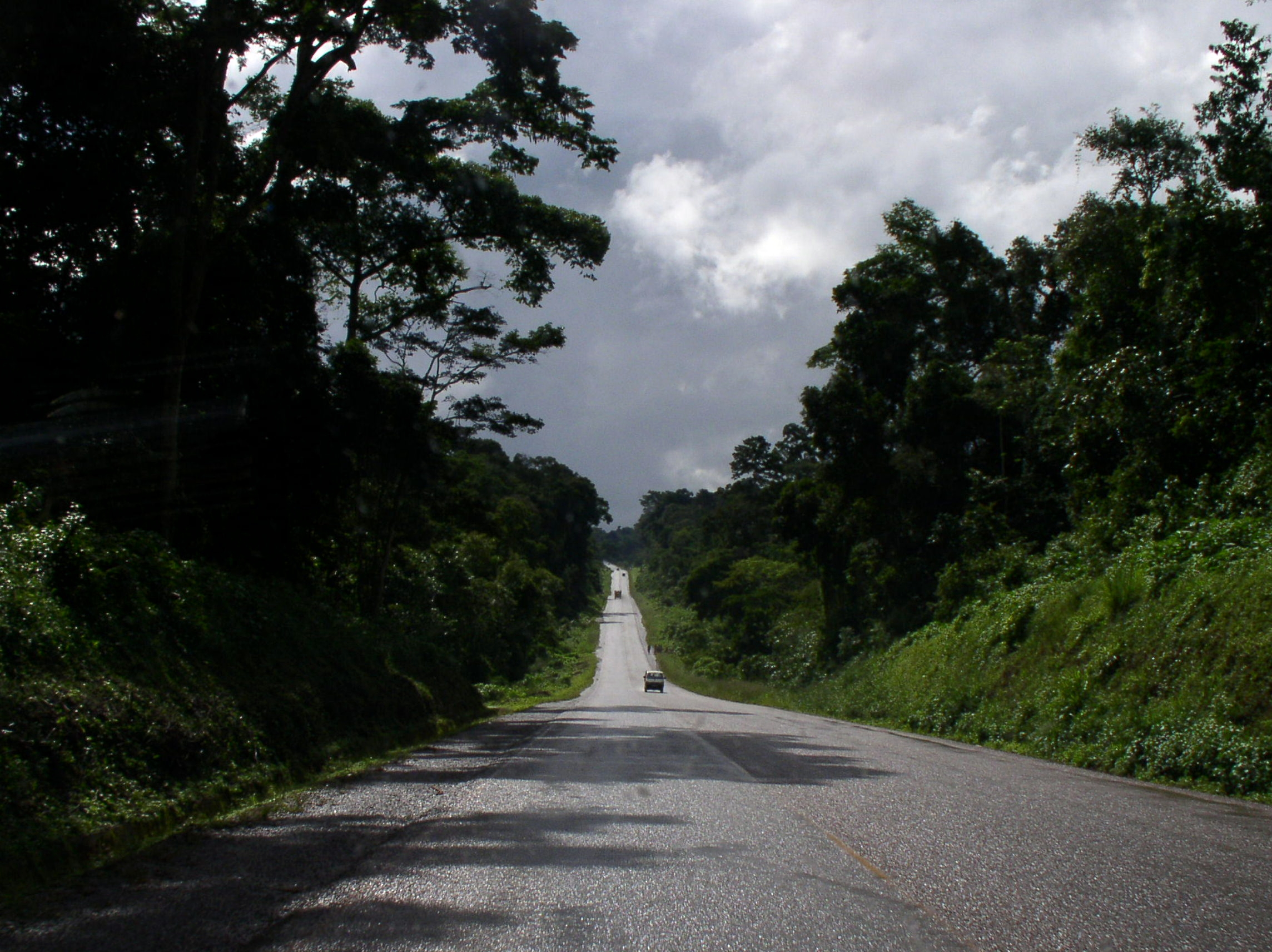
A Kampalából Jinjába vezető nemzetközi főút

A város fontos csomópont minden közlekedési eszköz számára.
Keresztülhalad a belvároson az A 129-es jelzésű út, amely a kenyai Mombasáig tart. Ez az út tagja a Lagostól Mombasáig tartó afrikai főútvonalrendszernek. A belvárosban egy fontos elágazás található. Ez az út a Kyoga-tóhoz vezet egy város és több falu érintésével. Kampalától 87 km-re fekszik, ez körülbelül 90 perc.
Vasútállomása fontos szerepet kap uganda vasúti közlekedési életében.
Kikötője is fontos csomópont - Tanzániából és Kenyából kompok érkeznek a kikötőbe.
A város határán egy repülőtér foglal helyet. Leginkább diszkont légitársaságok használják rövid távú közlekedésre.

## Gazdaság
A területen mindig is a mezőgazdaság dominált a termékeny talaj és a bőséges csapadék következtében. 

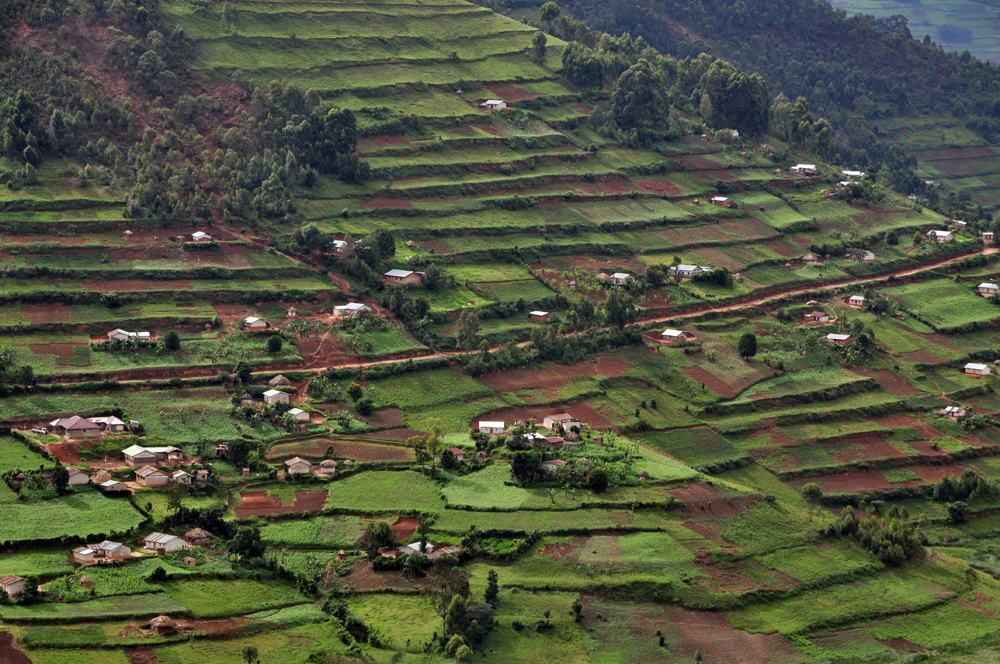
Teraszosan művelt föld

A mezőgazdaságon belül legtöbben gabona- cukornád- és kávétermesztéssel foglalkoznak. De sokan foglalkoznak a Viktória-tavon történő halászattal is. Az itt kifogott halakat helyben és a szomszédos országokban adják el. Jelenleg a legnagyobb gyár a Jinjától 10 kilométerre keletre lévő Kakira Sugar Works nevű cukorgyár. Ez a gyár közel 75 000 embernek ad munkát. Itt kipréselik a cukornád cukortartalmát.
Más ágazatok mint például a könnyűipar (azon belül a könnyűfém-, bőr- és papírfeldolgozás) mindig helyi eladásra készültek. Nagyon sok üzem Kampalán kívül ezt a várost választja Ugandai bázisául, mert itt olcsóbban juthatnak elektromos áramhoz a Fehér-Níluson épült vízerőmű miatt.

## Népesség
A népszámlálások és a különböző intézmények becslései szerint Jinja népessége a következőképpen alakult:1981-ben 45 060-an, 1991-ben 65 119-en, 2002-ben 86 250-en 2007-ben 90 387-en, 2011-ben pedig 97 871-en laktak a városban.

## Fordítás
- Ez a szócikk részben vagy egészben  a   Jinja,_Uganda című angol Wikipédia-szócikk fordításán alapul.  Az eredeti cikk szerkesztőit annak laptörténete sorolja fel. Ez a jelzés csupán a megfogalmazás eredetét és a szerzői jogokat jelzi, nem szolgál a cikkben szereplő információk forrásmegjelöléseként.